# Bombus nobilis
Bombus nobilis (saknar svenskt namn) är en insekt i överfamiljen bin (Apoidea) och släktet humlor (Bombus) som lever i Centralasien.

## Beskrivning
Bombus nobilis är en stor humla med medellång tunga och bruna vingar. Drottningen är omkring 22 mm lång, arbetarna mellan 11 och 18 mm, och hanarna 16 till 17 mm långa. Huvudet är svart hos honorna (drottning och arbetare), gult hos hanarna. Mellankroppen är antingen helt svart; den kan också vara gul eller ljusgrå framtill och baktill, med det svarta inskränkt till ett band mellan vingfästena. Detta band saknas vanligen hos hanarna. Dessa är också vanligtvis mer gula i färgen. Främsta tergiten är gul eller ljusgrå; främre delen av den andra kan även det ha någon av de färgerna, men mittpartiet är ofta svart. Bakre delen av den andra tergiten kan vara svart; den kan också vara rött, precis som resten av bakkroppen.

## Ekologi
Humlan är en bergsart som finns på höjder mellan 2 600 och 4 500 m, men den är inte speciellt vanlig. Den samlar pollen och nektar från växter som klippståndsarter, salvior, fetknoppar, buskväpplingar, riddarsporrar och spiror. Flygtiden varar från mitten av juni till mitten av september.

## Utbredning
Bombus nobilis finns i Himalaya, i Tibet och de kinesiska provinserna kring den tibetanska högplatån, Yunnan, Qinghai, Gansu och Sichuan, Bhutan, Myanmar samt i de indiska delstaterna Uttarakhand, Sikkim, Arunachal Pradesh och Himachal Pradesh. 